# Taphrophila argyllensis
Taphrophila argyllensis är en svampart som beskrevs av Scheuer, Spooner & Wilberf. 1991. Taphrophila argyllensis ingår i släktet Taphrophila och familjen Tubeufiaceae.   Inga underarter finns listade i Catalogue of Life.